# Klingon
I Klingon (in lingua klingon, TlhIngan) sono una specie extraterrestre umanoide dell'universo fantascientifico di Star Trek, apparsi per la prima volta nell'episodio Missione di pace della serie originale.
I Klingon sono una razza di guerrieri umanoidi originaria del pianeta Qo'noS (Kronos, pronunciato nella lingua klingon), la cui rappresentazione si è evoluta nei decenni, da iniziali avversari della Federazione dei pianeti uniti, come i sovietici per gli Statunitensi, fino alla versione più moderata di un popolo fiero con un'etica guerriera. Con il crescere della popolarità, l'attenzione dei produttori passò nello sviluppo di effetti di make-up migliori, di una lingua klingon ufficiale e nell'esplorazione delle varie sfaccettature della loro società.

## Sviluppo

### Serie originale

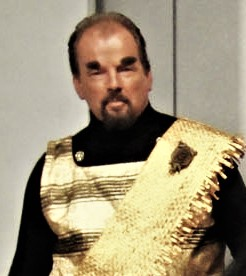
Cosplay di un Klingon della serie originale

I Klingon furono introdotti nella serie originale e originariamente sarebbe dovuta essere la loro unica apparizione. Lo scrittore dell'episodio, Gene Coon, fu il primo a immaginare questa razza e la relativa cultura, modellandone i tratti salienti innanzitutto politicamente, a partire dai sovietici, in modo che Federazione e Klingon rappresentassero, rispettivamente, Stati Uniti e Unione Sovietica, e ispirandosi un po' anche alla Cina comunista e ai suoi alleati vietnamiti e nordcoreani. Dopo averli ideati, Coon dovette pensare a come chiamarli: colse l'ispirazione sentendo il nome di un amico di Gene Roddenberry, il tenente della polizia di Los Angeles Wilbur Clingan.
Nonostante vengano introdotti con caratteristiche somatiche "orientali" e descritti come individui "dalla faccia dura, in uniforme, pesantemente armati e che indossano quelli che sembrano essere dei gilet di maglia", nell'episodio in questione, appaiono molto simili a normali esseri umani. A parte il pesante trucco infatti, non vi erano il tempo, né il budget e i materiali necessari per creare un make-up elaborato. Poiché nessuno sapeva all'epoca che aspetto dovesse avere un Klingon, il truccatore Fred Philips chiese direttamente a John Colicos, interprete del comandante Kor, come volesse sembrare. Colicos rispose che voleva somigliare a Gengis Khan, dato che Kor era un ambizioso leader militare, e al personaggio immaginario Fu Manchu, ottenendo così un aspetto vagamente tartaro e un colorito marrone verde. Le caratteristiche fisiche dei Klingon variarono poi da episodio a episodio, mentre essi divenivano la razza antagonista della serie; in alcuni episodi vennero rappresentati molto simili agli esseri umani, con sopracciglia e pelle più chiare. Come giustificazione, anche riguardo alla futura decisione di creare Klingon con le creste craniali, Roddenberry affermò che, come per gli Umani, anche per i Klingon vi sono differenti etnie, con caratteristiche proprie.
Roddenberry inoltre avrebbe voluto che i Klingon apparsi nella serie originale fossero più alieni di quanto non sembrassero, ma questo desiderio dovette scontrarsi con il budget a disposizione. Inoltre, non fu nemmeno contento del modo in cui i Klingon furono ritratti, rendendosi sempre più conto di quanto sembrassero delle “teste di legno”, rappresentati esclusivamente come dei meri nemici, in contrasto con l'idea dei creatori ovvero che differenti razze dovessero rappresentare diversi modi di vedere la verità e non semplicemente l’archetipo “Bene contro Male”.

### Primi film
Nella realizzazione del primo film, Star Trek - The Motion Picture, migliori tecniche di make-up, budget superiori e più tempo a disposizione portarono a ridisegnare l'aspetto dei Klingon, rendendoli molto più elaborati e "alieni" rispetto alla serie originale. Il nuovo aspetto includeva alcuni particolari del viso e dei capelli visti nella serie originale, ma aggiungeva la cresta ossea sul capo, che diverrà un segno distintivo della razza. Questa cresta venne pensata prendendo come ispirazione un'opera non realizzata di Roddenberry, Planet Earth, in cui vi era un'altra razza aliena con strutture ossee sul capo.
Per il terzo film, Star Trek III - Alla ricerca di Spock, venne realizzata la terza versione dei Klingon, le cui creste frontali furono rese meno pronunciate rispetto al primo lungometraggio. Questa scelta venne fatta per rendere i Klingon meno brutali e prominenti, in modo da poter meglio distinguere le singole facce dei personaggi e renderli più interessanti agli occhi del pubblico. In questa versione, per definire la lingua e i costumi dei Klingon, si trasse ispirazione dalla cultura del Giappone feudale, in modo che questi evocassero guerrieri samurai autoritari. Roddenberry non fu molto soddisfatto neppure dei Klingon di Star Trek III, poiché ai suoi occhi continuavano a essere troppo simili ai Klingon delle versioni precedenti.

### SerieThe Next Generatione opere successive
Per la serie Star Trek: The Next Generation inizialmente Gene Roddenberry era totalmente contrario alla presenza dei Klingon. Non voleva infatti far riapparire questi ultimi, né Vulcaniani e Romulani, finché la serie non fosse stata accettata dal pubblico, oltre al fatto che le molte storie già esistenti relative ai Klingon avrebbero rappresentato un potenziale ostacolo per le trame di The Next Generation. Il produttore Robert Justman convinse però Roddenberry proponendogli di inserire un personaggio Klingon a bordo della Enterprise, suggerendo che le abilità militari della sua razza potessero essere adatte per un ruolo sulla nave stellare e asserendo che l'ingresso dei Klingon nella Flotta sarebbe stato un segno di evoluzione dell'umanità che avrebbe confermato così la visione ottimistica sempre voluta da Roddenberry per Star Trek. Alla fine, Roddenberry diede il suo assenso all'ideazione di un personaggio che poi sarebbe divenuto Worf, ma si oppose con fermezza a qualunque storia di guerra relativa ai Klingon.
L'aspetto dei Klingon in The Next Generation e nelle opere successive fu influenzato dalle precedenti caratteristiche facciali. Michael Westmore ritenne che le protesi craniali fossero insufficienti al fine di differenziare i Klingon di questa serie da quelli della serie originale e dei film. Westmore si basò principalmente, dunque, sull’aspetto elaborato per The Motion Picture, adattandolo alla serie televisiva. Il tratto reintrodotto più distintivo fu il naso Klingon che presentava una cresta in lattice. Questo naso sembrava unirsi con la fronte in una struttura unica in cui la cresta continuava lungo la fronte, come nei precedenti Klingon, spunto questo preso da immagini di vertebre dei dinosauri. Un'altra novità fu l'elaborata dentatura: Westmore rese i denti klingon scoloriti, rotti e irregolari, coprendo la dentatura degli attori con dei tappi acrilici; una dentiera per ogni singolo attore.
Uno degli episodi più significativi per l'esplorazione della cultura Klingon fu in Star Trek: The Next Generation, che esplorò la loro cultura parlando ai fan per la prima volta dell'Alto Consiglio Klingon e dei pilastri fondanti del loro governo. Ron Moore, che lavorò a questo episodio, trasse ispirazione dal romanzo Dune, per quanto riguarda il sistema di caste sociali, rimanendo però fedele alle analogie con gli archetipi sovietici, Samurai giapponesi e Vichinghi.
Quando i tre comandanti Klingon, apparsi nella serie originale, riapparvero in un episodi di Star Trek: Deep Space Nine, il loro aspetto venne adattato alle nuove caratteristiche facciali dei Klingon. La giustificazione che venne data fu che i cambiamenti estetici erano legati all'invecchiamento dei personaggi. Le stesse caratteristiche furono poi usate anche nella serie Star Trek: Voyager.

### SerieEnterprise
Nel contestualizzare la serie Star Trek: Enterprise circa un secolo prima della serie originale, i suoi creatori, Rick Berman e Brannon Braga, ebbero l'opportunità di reinventare i Klingon. Essi tornarono così a essere quella razza fiera e antagonista vista nella serie originale, priva della comprensione e distensione politica vista in The Next Generation, Deep Space Nine e Voyager.
Venne presa inoltre la decisione di non tornare alla rappresentazione vista nella serie originale, ma di mantenere le caratteristiche facciali adottate per quindici anni, a partire da The Next Generation, non volendo modificare di nuovo l'aspetto dei Klingon per poi dover giustificare eventuali cambiamenti con motivazioni legate al processo evolutivo della razza. Le uniche novità estetiche furono delle clavicole ossute ben distinte.
Come avvenuto sempre per la serie originale, i Klingon rievocano qui il ruolo degli "oppositori" dell'Occidente, in conformità con la visione dell'epoca in cui la serie venne realizzata. Nello specifico, i Klingon evocano i russi com'è intuibile, per esempio, in un episodio di Star Trek: Enterprise, che si ispira all'incidente del sottomarino russo Kursk. L'idea di spiegare le mutazioni fisiche che porteranno a Klingon esteticamente più umani – quelli presenti nella serie originale – venne nell'ultima stagione di Enterprise nella quale i Klingon ottengono il DNA di Umani potenziati.

### Realtà alternativa
Nella realtà alternativa dei film di J. J. Abrams, i Klingon compaiono brevemente solo nel film Into Darkness - Star Trek. Abrams volle che questa versione dei Klingon somigliasse ai soliti Klingon, ma avesse anche qualcosa di originale. Venne così accentuata la parte superiore del capo, con la cresta che cominciava dalla fronte e proseguiva fin dietro la testa e su cui vennero aggiunti dei piercing o delle scarificazioni, che rappresentavano le vittorie ottenute in battaglia dal Klingon. Abrams stesso afferma che, poiché nelle varie serie televisive essi avevano sempre caratteristiche diverse, anche in questo film dovevano avere qualcosa di originale. Inoltre dice che non vi è un motivo preciso per cui appaiono in modo diverso rispetto alla serie originale, ma possiedono comunque tutte le caratteristiche per essere definiti Klingon.

### SerieDiscovery
Nella serie Discovery venne deciso di rappresentare i Klingon privi di capelli, con delle cavità sensoriali simili a quelle dei pitoni che corrono dalla fronte fino al retro del capo, assieme a una cresta ossea, pensati come un unico organo sensoriale sulla loro testa. I produttori vollero inoltre mostrare gli adattamenti di una razza divisa in ventiquattro Casate tramite una varietà di colori della pelle, diversi stili d'abbigliamento e variazioni nelle caratteristiche facciali.
Alex Kurtzman spiegò che venne deciso di mostrare cosa volesse dire per i Klingon affrontare la Federazione, spostando così la prospettiva sul loro punto di vista e non relegandoli al solito ruolo di cattivi.

## Storia dei Klingon

### Origine
Secondo la mitologia, i Klingon nascono con la creazione di Kotar e della sua compagna su un pianeta chiamato Qui'Tu, una sorta di Giardino dell'Eden. Kotar e la sua compagna causarono la distruzione degli dei, loro creatori. Nel 2369, prove scientifiche suggeriranno che molte delle razze umanoidi della galassia discendono da una singola razza, vissuta probabilmente 4,5 miliardi di anni prima e che ha disseminato parte del proprio DNA su vari mondi nella Via Lattea.

### Impero Klingon
L'Impero Klingon viene fondato nel IX secolo da Kahless l'Indimenticabile, dopo aver unificato le varie tribù ed essersi proclamato Imperatore, in seguito all'uccisione del tiranno Molor per mezzo della prima bat'leth, la Spada di Kahless. Egli verrà poi venerato quasi come una divinità, tanto che molti aspetti della cultura Klingon sono legati alla vita di Kahless stesso.
Nel XIV secolo, Qo'noS fu saccheggiato da una razza molto potente che i Klingon chiamarono Hur'q, "stranieri", proveniente dal quadrante Gamma, probabilmente attraverso il wormhole bajorano. I razziatori se ne andarono dopo aver rubato molti tesori, anche culturali, inclusa la Spada di Kahless.
All'inizio del XVI secolo, la Seconda Dinastia prese il potere sull'Impero Klingon. La sua linea di sangue cessò di esistere per mano del generale K'Trelan che assassinò l'Imperatore Reclaw e tutti i membri della sua famiglia. Nei dieci anni che seguirono, l'Impero venne governato da un consiglio eletto dal popolo e quest'epoca venne poi chiamata "epoca oscura", nonostante in questo periodo fossero state varate importanti riforme. In seguito a questa breve fase di democrazia, un nuovo gruppo di Klingon, la Terza dinastia, ricevette i titoli e i nomi della Famiglia imperiale originaria, restaurando l'Impero con un senso di continuità con la discendenza di Kahless.

### Epoca spaziale
Secondo Quark, i Klingon raggiunsero la tecnologia della propulsione a curvatura non prima del 1947 e, per l'anno 2152, i loro vascelli potevano raggiungere il fattore di curvatura 6.
Nel 2016, una nave stellare vulcaniana attraversò lo spazio klingon, nei pressi di H'atoria, venendo subito distrutta. I Vulcaniani, da quel momento, spararono sempre per primi quando incrociarono navi klingon, finché non furono stabilite relazioni diplomatiche formali tra le due razze.
L'etica del guerriero ha rappresentato un aspetto fondamentale della società klingon sin dall'epoca di Kahless, ma divenne ancor più dominante all'inizio del XXI secolo. Nel tempo, la casta guerriera guadagnò importanza fino al punto che i Klingon iniziarono a essere considerati una "razza guerriera". A metà dello stesso secolo, la monarchia imperiale giunse al termine allorché l'ultimo Imperatore morì e il governo passò al Cancelliere dell'Alto Consiglio Klingon.

### XXII secolo
Nel XXII secolo, i Klingon erano oramai divenuti una potenza regionale, protetta dalle Forze Difensive Klingon. Periodicamente inviavano navi in saccheggi, finché una di esse non si avventurò nella Distesa Delfica, nel 2133. Quando riemerse, il suo equipaggio era anatomicamente invertito e, da quel momento, l'Alto Consiglio proibì di entrare nella Distesa. Sempre in questo periodo, i Klingon incontrarono per la prima volta gli Organiani.
Tra gli anni '40 e '50, i Klingon furono impegnati in duri scontri interni che per poco non sfociarono in una vera e propria guerra civile. Diverse schermaglie ebbero luogo in tutto l'impero, diviso in varie fazioni, e che, a loro insaputa, erano state pilotate dalla Cabala sulibana, guidata da un individuo misterioso impegnato nella guerra fredda temporale.

#### Il contatto con gli Umani e la crisi dei potenziati
Il primo contatto tra i Klingon e gli Umani avvenne nel peggiore dei modi, dopo l'incidente di Broken Bow, Oklahoma, in cui un Klingon si schiantò sulla Terra mentre era inseguito da due soldati sulibani. Sopravvissuto seppur ferito nello scontro con i due, il Klingon venne curato dagli Umani e il capitano Jonathan Archer lo ricondusse su Qo'noS, non comprendendo però che ciò era un grave insulto per i Klingon.
Nel 2154, i Klingon ebbero accesso al DNA di Umani potenziati - retaggio delle Guerre eugenetiche - che usarono per provare a potenziare loro stessi. Inizialmente gli effetti erano quelli desiderati ma poi la rete neurale dei soggetti cominciò a degradarsi portandoli alla morte. Uno di essi soffrì dell'influenza levodiana che venne mutata dal DNA potenziato, dando vita a una piaga che si diffuse in tutto l'Impero e che, nella prima fase, faceva assumere ai Klingon sembianze più umane. Con l'aiuto dello scienziato klingon Antaak, il dottor Phlox riuscì a realizzare una cura che fermava i cambiamenti nell'aspetto.

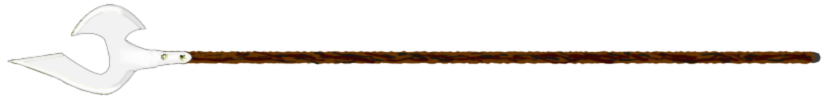
Un chonnaQ, noto come "grande bastone appuntito".

### XXIII secolo
Nel 2223, le relazioni tra Federazione e Impero Klingon degenerarono fino all'ostilità, che durò per diversi decenni.. Le tensioni tra le due fazioni continuarono a crescere, fino allo scontro diretto nella battaglia di Donatu V nel 2245, e nella battaglia alla stella binaria nel 2256, provocata da T'Kuvma, e che sfociò nella Guerra tra la Federazione e i Klingon.
Il conflitto si concluse rapidamente, tuttavia i trattati di pace proseguirono fino al 2267, quando fallirono, e la Federazione dichiarò ufficialmente guerra all'Impero. I Klingon lanciarono subito un assalto, occupando diversi mondi, in particolare il pianeta Organia. Gli Organiani rapidamente intervennero come mediatori e posero fine al conflitto dopo appena quattro giorni di combattimenti, stabilendo una zona neutrale e sovrintendendo agli accordi. Nei successivi decenni prese corpo una complessa fase di pace, spezzata solo da brevi e feroci schermaglie, in particolare negli anni '80, con la crisi del Progetto Genesis.
Le interazioni tra i Klingon e i Romulani invece furono estremamente rare. Nel 2268, un incrociatore da battaglia klingon venne usato dai Romulani, che lo modificarono con il loro dispositivo di occultamento, una tecnologia nuovissima per l'Impero. Nel 2271, Kor guidò i Klingon nella memorabile vittoria sull'Impero Stellare Romulano nella battaglia di Klach D'kel Brakt. Nei decenni successivi, i due imperi inizieranno a guardarsi come "nemici di sangue".
Nel 2290, un criminale di nome "L'Albino" lanciò una serie di raid contro delle colonie klingon, costringendo l'Impero a inviare i generali Kor, Kang e Koloth a scovarlo. Essi riuscirono a interrompere i raid, ma L'Albino non venne catturato e tempo dopo si vendicò sui tre comandanti uccidendone i primogeniti.

#### La pace con la Federazione
Le relazioni tra Impero Klingon e Federazione cambiarono significativamente dopo l'esplosione della luna Praxis nel 2293. Il disastro causò grossi problemi all'economia e al comparto militare klingon, oltre a una crisi ecologica su Qo'noS. Il Cancelliere Gorkon ne approfittò per chiedere una pace totale. Tuttavia, mentre era in viaggio per incontrare il Presidente della Federazione, Gorkon venne assassinato da una cospirazione che aveva complici in entrambi gli schieramenti e anche tra i Romulani. La figlia di Gorkon, Azetbur, venne nominata nuovo cancelliere e, nonostante le pressioni contrarie, continuò il progetto del padre portandolo a compimento. La conseguente Conferenza di Khitomer portò alla firma degli Accordi di Khitomer, sempre nel 2293, un trattato che portò la pace totale tra la Federazione e l'Impero Klingon.

### XXIV secolo
Nonostante gli accordi siglati, le relazioni con la Federazione rimasero difficili e nuove negoziazioni iniziarono nel 2344. Quello stesso anno, un'azione di coraggio cambiò radicalmente la visione che i Klingon avevano della Federazione, quando questa rispose a un segnale di soccorso inviato dall'avamposto klingon di Narendra III, attaccata dai Romulani. L'USS Enterprise-C accorse in aiuto e nello scontro che seguì venne distrutta.
Due anni dopo, i Romulani attaccarono il pianeta Khitomer, uccidendo almeno 4 000 Klingon. Nel 2350, le forze romulane tentarono di abbordare la nave ammiraglia del generale ShiVang e, alla battaglia che seguì, prese parte anche Martok, futuro Cancelliere. Nello stesso anno, un attacco klingon costò le vite dei familiari del futuro Pretore romulano Neral.
Nel 2353, il Trattato di Alleanza venne firmato, stabilendo finalmente una ferma amicizia tra la Federazione e l'Impero Klingon, come predetto dagli Organiani.

#### La minaccia Borg
Poco prima della battaglia di Wolf 359 contro un cubo Borg, la Flotta Stellare richiese assistenza ai Klingon, ma pare che lo scontro sia avvenuto prima del loro arrivo. Il numero di droni Borg di origine Klingon incontrati dalla USS Enterprise-E e dalla USS Voyager suggeriscono che anche l'Impero fosse stato esposto all'aggressione del Collettivo Borg. Chakotay, durante un collegamento neurale con il Collettivo, scopre che era avvenuto almeno uno scontro tra i Klingon e un cubo Borg delle stesse dimensioni di quello incontrato vicino a Wolf 359; sembra che i Klingon in questa battaglia se la siano cavata meglio della Federazione.

#### La Guerra Civile e il ritorno dell'Imperatore
Durante il regno del cancelliere K'mpec, due fazioni rivali si formarono nell'Alto Consiglio Klingon; una di esse, guidata da Duras, alleato segretamente con i Romulani, voleva adoperare una politica indipendente e aggressiva contro la Federazione. L'altra fazione, guidata da Gowron, era invece favorevole a mantenere le relazioni attuali e ricevette anche il supporto di Worf. Dopo la morte per avvelenamento di K'mpec, l'anno successivo, le due fazioni giunsero sull'orlo della guerra civile.
Dopo la morte di Duras per mano di Worf, le sorelle del primo, Lursa e B'Etor, continuarono la battaglia al posto del fratello. Poiché la maggior parte dell'Alto Consiglio era stata corrotta dal casato di Duras, molti consiglieri appoggiarono le sorelle e uscirono dal Consiglio quando l'Arbitro di Successione Jean-Luc Picard rigettò la pretesa di Toral, figlio illegittimo di Duras, rendendo così ufficiale la spaccatura nell'Impero.
La guerra civile che ne seguì fu il più duro e sanguinoso conflitto della storia klingon. Nei primi tre scontri, le forze della famiglia di Duras sconfissero quelle di Gowron. Tuttavia, non era noto all'epoca che le forze di Duras stavano segretamente ricevendo aiuti dai Romulani. La Flotta federale, però, scoprì che i Romulani stavano interferendo nel conflitto e stabilirono un blocco sul confine tra i due imperi per impedire loro di inviare ulteriori aiuti. Quando il legame con i Romulani venne reso noto, i Klingon che appoggiavano la famiglia di Duras ritirarono il loro supporto e Gowron riuscì a unire nuovamente l'Impero sotto la sua guida.
Nel 2369, i sacerdoti di Boreth ottennero la tecnologia necessaria per ricreare un clone di Kahless l'Indimenticabile. L'intento era quello di opporsi alla corruzione e al disonore crescenti nell'Impero, restaurando la forte leadership dell'Imperatore. Per la stabilità dell'Impero si decise che il clone sarebbe divenuto Imperatore solo come leader morale dei Klingon e che Gowron rimanesse Cancelliere ed effettivo regnante.

#### I conflitti con la Federazione e i Cardassiani
Sempre nel 2369, venne scoperto il wormhole bajorano che collegava il quadrante Alfa con il Gamma. I Klingon inviarono subito esploratori attraverso il tunnel. La IKS Toh'Kaht fu tra le prime navi ad attraversare il wormhole con l'intento di stabilire nuove colonie. Dopo che una spedizione vulcaniana scoprì il Velo che copriva la Spada di Kahless in un antico avamposto Hur'q nel 2372, Kor, Dax e Worf partirono con l'intento di recuperare la spada ma, capendo che il ritrovamento avrebbe gettato l'Impero nuovamente nel caos, decisero di non riportarla indietro.
L'alleanza con la Federazione venne messa a dura prova negli anni '70 del XXIV secolo, con il primo contatto tra Federazione e Dominio. I leader del Dominio, i Fondatori, espressero subito l'intento di conquistare il quadrante Alfa, per prevenire un'interferenza con il Grande Legame. Alla fine del 2371, il Dominio catturò il generale Martok, divenuto un consigliere di Gowron, sostituendolo con un mutaforma. Il finto Martok convinse Gowron che le recenti ribellioni nell'Unione Cardassiana erano parte del piano del Dominio per l'imminente invasione. Gowron lanciò quindi un massiccio assalto contro i Cardassiani all'inizio del 2372. Le proteste del Consiglio Federale contro le azioni klingon furono considerate da Gowron come un tradimento, così ritirò l'Impero dagli Accordi di Khitomer, prima di lanciare un attacco alla base federale Deep Space Nine, con l'intento di catturare i restanti membri del Consiglio Cardassiano. Durante la battaglia, Benjamin Sisko fece notare a Gowron che un conflitto tra le loro fazioni era esattamente ciò che il Dominio voleva; resosi conto di ciò, Gowron fermò l'attacco.
Negli anni successivi la tensione crebbe, con i Klingon che tentavano di ottenere una giustificazione politica all'offensiva contro i Cardassiani e la Federazione. Alla fine del 2372, su suggerimento del finto Martok, Gowron pretese dalla Federazione diversi territori lungo il confine, nel settore Archanis, minacciando la guerra. Al rifiuto della Federazione, l'Impero Klingon iniziò un'invasione che condusse alle battaglie di Archanis IV, Ajilon Primo e Ganalda IV. Gowron stesso mise fine al conflitto quando la Flotta Stellare scoprì che Martok in realtà era un mutaforma del Dominio.

#### La Guerra del Dominio
Quando l'Unione Cardassiana fu annessa dal Dominio, a metà del 2373, i Klingon furono rapidamente sconfitti dai Jem'Hadar e respinti dai territori cardassiani. Prospettando una guerra contro un nemico molto più forte, Gowron accettò di firmare nuovamente gli Accordi di Khitomer e rinnovare l'alleanza con la Federazione. In aggiunta, un distaccamento di guerrieri klingon venne assegnato alla base Deep Space Nine, comandati dal vero Martok, salvato da un campo di internamento del Dominio. L'Impero e la Federazione combatterono fianco a fianco nella Guerra del Dominio e alla loro alleanza si unirono inaspettatamente i Romulani a metà del 2374. Nonostante Romulani e Klingon provassero ancora odio reciproco, riuscirono a mettere da parte i dissensi e combatterono assieme con successo.
Quando i Breen entrarono in guerra alla fine del 2375 a fianco del Dominio, l'uso dell'arma di smorzamento dell'energia rese completamente inutile tutta la Flotta Stellare e le forze romulane. I Klingon furono gli unici ad adattarsi rapidamente ma si ritrovarono comunque in inferiorità numerica. Gowron ordinò quindi a Martok di lanciare un'offensiva su vasta scala contro il nemico, cercando di sfruttare l'effetto sorpresa.
La speranza di Gowron era di ottenere una rapida vittoria contro il Dominio e reclamare la vittoria per il solo Impero Klingon. Il vero piano di Gowron però era molto più politico: temeva infatti la crescente popolarità di Martok, comandante delle forze Klingon. Gowron tentò quindi di recuperare popolarità, guidando egli stesso lo sforzo bellico dalla Deep Space Nine e inviando Martok in missioni senza speranza. Capiti i suoi intenti politici, Worf sfidò Gowron in duello, uccidendolo; Martok venne poi proclamato Cancelliere dell'Alto Consiglio Klingon. Alla fine, l'Impero raggiunse la vittoria assieme alla Federazione e ai Romulani, resa definitiva dal Trattato di Bajor, dopo la sconfitta finale del Dominio nella battaglia di Cardassia, alla fine del 2375.

### Universi paralleli
Nell'universo specchio, i Klingon e i Cardassiani fondarono l'Alleanza Klingon-Cardassiana nel XXIII secolo per sconfiggere l'Impero Terrestre.
Nel 2233 della realtà alternativa, l'equipaggio della USS Kelvin stava studiando una particolare tempesta luminosa vicino al confine con i Klingon quando giunse il vascello minerario romulano Narada dall'universo primario. La Narada stessa successivamente distrusse 47 Sparvieri klingon nel 2258. In questa realtà alternativa i Klingon possedevano già la tecnologia dell'occultamento, in anticipo rispetto all'universo primario.
Al 2259 della realtà alternativa, dopo il primo contatto della Flotta Stellare con l'Impero, i Klingon avevano conquistato e occupato due pianeti conosciuti alla Federazione e avevano aperto il fuoco su navi federali in una dozzina di occasioni. Nel 2259, prima di arrendersi alla Federazione, Khan Noonien Singh distrusse tre pattugliatori klingon di classe D4 su Qo'noS, uccidendo i loro equipaggi.
Secondo il soldato temporale Daniels, i Klingon si uniscono alla Federazione entro il XXVI secolo in almeno una linea temporale.

## Biologia e fisiologia dei Klingon

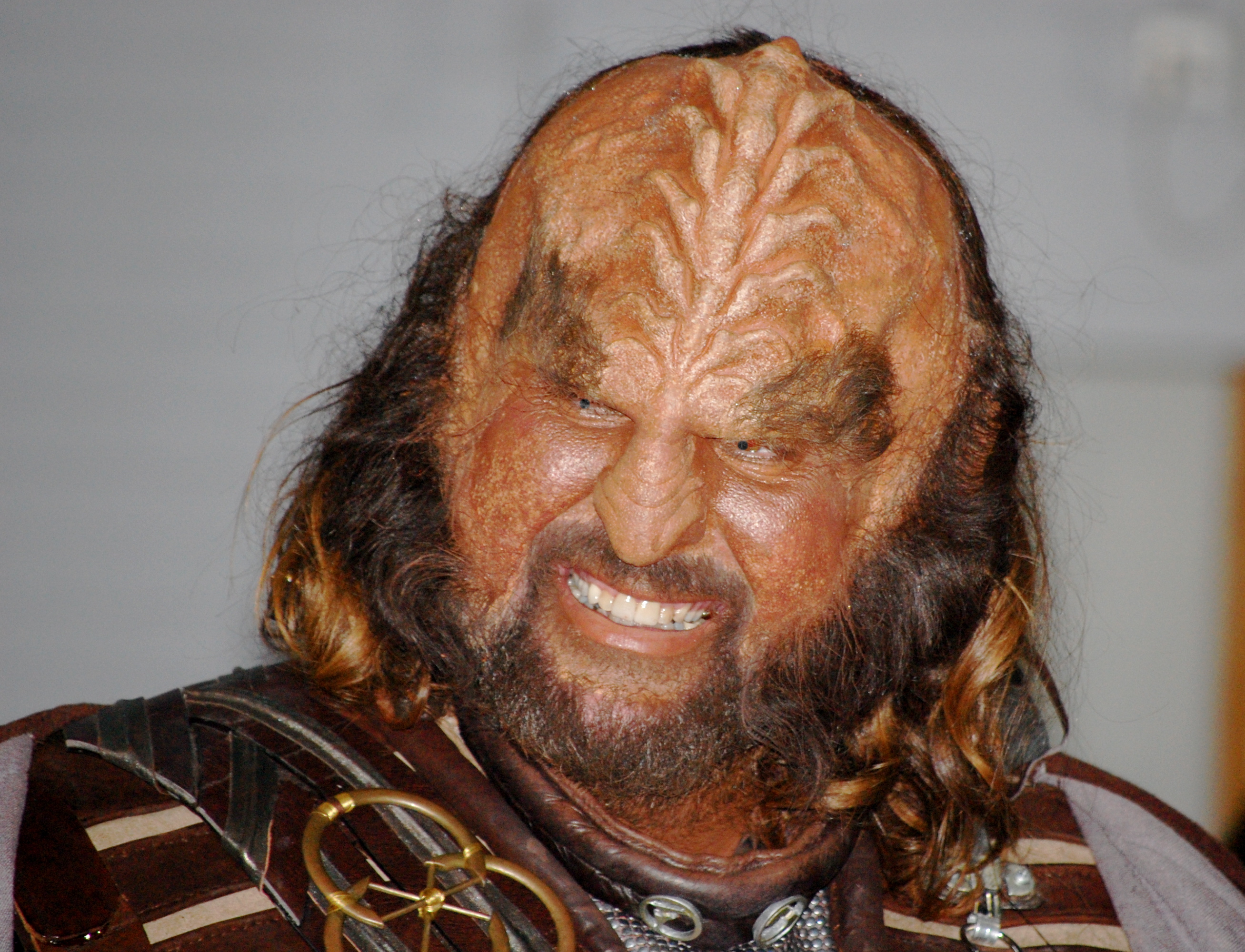
Cosplay di un Klingon.

### Evoluzione della specie
Come molte altre specie della Via Lattea, i Klingon condividono con le altre razze umanoidi un antenato comune, ossia un'antica razza che seminò il proprio DNA per la galassia, mescolandolo con specie non senzienti. Anche se ognuna di esse evolvette poi indipendentemente, il DNA in comune diede origine a razze pressoché simili e compatibili.
I progenitori dei Klingon erano abbastanza grandi e pesavano fino a duecento chilogrammi. Erano corazzati con un esoscheletro da cui partivano spine e piastre ossee sporgenti dai lati, dalla parte superiore delle braccia e dalla schiena; le braccia terminavano con tenaglie artigliate. Sulla loro faccia erano presenti sacche di veleno, un composto acido, e ghiandole sputanti poste all'interno della bocca, che venivano utilizzate per difesa e per marcare il territorio. Possedevano inoltre due mandibole posizionate sulla mascella inferiore.

### Anatomia e aspetto fisico
Internamente, gli organi presentano una ridondanza, un principio chiamato brak'lul, che permette ai Klingon di sopravvivere a gravi ferite subite in battaglia. Essi possiedono infatti ventitré costole, due fegati, un cuore a otto camere, tre polmoni e persino una funzione neurale ridondante, oltre a più stomaci.
Il tratto fisico più distintivo dei Klingon è la cresta sagittale, che parte dalla fronte e spesso continua su tutto il cranio. La testa può avere caratteristiche differenti da individuo a individuo; in alcuni il capo si estende a forma di cono allungato. Il cranio stesso è incassato in un esoscheletro, il quale possiede una conformazione nota come lobo tricipitale.
La metà inferiore della faccia tende a somigliare a un viso umano, con creste meno pronunciate e che svaniscono nelle zone dove crescono i capelli. Le sopracciglia tendono a crescere in una direzione più diagonale rispetto agli Umani e possiedono anche creste diagonali suborbitali dove può crescere della peluria. Le orecchie Klingon sono formate principalmente da un padiglione esterno attaccato a una lamina cartilaginea, come negli Umani. La struttura del padiglione tende a essere arrotondata mentre la cartilagine tende a estendersi verso il retro del capo. Nei Klingon della realtà alternativa, il padiglione somiglia per forma e dimensione alla lamina cartilaginea, con lievi creste lungo il bordo.
Gli occhi in generale sono rotondi, di colori differenti su una sclera bianca, la quale può essere intensificata di colore per intimidire i propri rivali o nemici. Alcuni Klingon possiedono una cornea più grande, una sclera rosa e una riflettività simile alle gemme e gli altri episodi della serie. Si dice che i Klingon non abbiano dotti lacrimali, tuttavia, è certo che Kurn produsse delle lacrime.
I nasi klingon possono avere una serie di lievi creste orizzontali sulla sommità del naso, o una singola cresta verticale, o una serie di increspature dalla sommità alla punta del naso, il quale risulta essere quindi più ampio e piatto, quasi un tutt'uno con la fronte. Possono avere anche delle creste sulle narici, più grandi di queste e con la stessa forma; in tal caso, il naso tenderà a essere più schiacciato e più grande.
La dentatura solitamente consiste di due zanne ben evidenti, i canini, assieme ad altri denti ricurvi e aguzzi, simili ai denti di squalo. Si dice che i Klingon si modifichino i denti in questo modo deliberatamente prima di andare in battaglia. Altri individui invece possono avere labbra spesse con denti sempre aguzzi ma di dimensioni più grandi.
I capelli, di solito, sono presenti in entrambi i sessi e i maschi possono avere la barba. I capelli vengono tenuti lunghi, ricci o ondulati, fini e lussureggianti. Durante la pubertà, o jak'tahla, vi è una accelerazione della crescita dei capelli, assieme a variazioni intense dell'umore e tendenze aggressive insolite mentre, invecchiando, i capelli ingrigiscono. Alcuni Klingon, invece, sono completamente calvi e privi di peli facciali e gli altri episodi della serie). Anche nella realtà alternativa, i Klingon sono sia calvi e privi di peli facciali, che con lunghi capelli e barbe.
I Klingon possiedono delle guance molto più pronunciate e una cresta verticale che scende dal mento fino al collo dove si divide, continuando sulla parte superiore del petto, delle spalle e, nelle donne, anche tra i seni. Il collo può essere simile a quello umano oppure con affossamenti o strutture ossee che salgono ai lati del capo fino alla parte posteriore del cranio e alla spina dorsale. Il torace dei maschi sembra essere perlopiù liscio. La schiena è ampiamente coperta con creste da spalla a spalla e sulla parte inferiore della schiena; tutte si irradiano da una spina dorsale con creste spesse e ben definite. Anche la zona addominale, almeno per le donne, sembra avere creste ben visibili, simili per forma alle costole e anche nella regione delle natiche sono presenti delle creste.
I Klingon hanno una muscolatura possente e sono dotati di grande forza. La loro statura è mediamente più alta di quella umana.
Dopo la nascita, alcuni bambini mostrano una curvatura pronunciata alla spina dorsale, una forma di scoliosi, correggibile con la chirurgia. Questo "difetto" tende a trasmettersi ereditariamente, in particolar modo per le bambine. I medici della Federazione garantirono una scelta di trattamento ulteriore, che prevedeva una modifica genetica del feto.
Il colore della pelle klingon può variare tra color oliva, marrone, nero, perlaceo, metallico, oltre a fucsia, rosa, bordeaux, giallo o arancio scuro, ambra, grigio, blu, verde scuro, nero carbone e bianco gesso. Per alcuni di loro, inoltre, la pelle ha una lucentezza semitrasparente lucida e scintillante.
Essendo mammiferi, le donne Klingon allattano i figli e i loro bambini crescono più rapidamente dei coetanei Umani. Passato un anno terrestre dalla nascita, un Klingon ha l'aspetto di un bambino umano di quattro anni mentre, a otto anni terrestri, ha raggiunto la maturità di un sedicenne.
Tendenzialmente, i Klingon possono superare i 150 anni di vita. Anche in età avanzata, sono forti abbastanza per combattere ma possono manifestare perdite di memoria. La loro forza fisica è mediamente superiore alla maggior parte delle specie ma sembra che riescano a tollerare poco il freddo.

### Virus di potenziamento
I Klingon furono soggetti al virus di potenziamento, diffusosi con una mutazione dell'influenza levodiana. Questi Klingon persero le caratteristiche creste craniali e divennero nell'aspetto molto simili agli Umani. Nonostante infatti la cura per il virus fosse stata distribuita in tutto l'Impero, il DNA dei Klingon infetti era stato alterato irrimediabilmente dal virus e i tratti fisici più umani erano stati passati ai rispettivi discendenti. Per oltre un secolo, nell'Impero vissero quindi milioni di Klingon con apparenze umane.

### Gravidanze miste
Le gravidanze klingon normalmente durano trenta settimane, tuttavia con specie miste la gestazione è più breve. Si dice che i Klingon abbiano un numero diverso e non completamente compatibile di organi riproduttivi rispetto agli Umani. Tuttavia, le caratteristiche anatomiche rendono Umani e Klingon sessualmente compatibili.
Le probabilità di concepimento tra Umani e Klingon sono abbastanza elevate. In tal caso però metabolismi delle due specie vanno in contrasto, causando fluttuazioni biochimiche nella madre che possono portare a svenimenti. I tratti klingon rimangono dominanti per generazioni, di conseguenza un bambino con un solo nonno klingon avrà, ad esempio, le creste sulla fronte se ne possiede il gene.

## Società dei Klingon

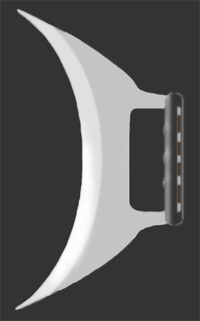
Il Jejtaj, un'arma klingon.

Prima del declino culturale visto a metà del XXII secolo e di nuovo alla fine del XXIII secolo, la società si basava su un sistema feudale organizzato in tradizionali Casate di sangue nobile. Seguendo la tradizione, queste Casate sono rappresentate nell'Alto Consiglio Klingon, guidato da un Cancelliere. Il declino della cultura klingon si manifestò portandoli a non occuparsi più delle proprie armi, a tal punto che le lasciarono arrugginire, e cessarono persino di interessarsi all'onore.
Gli uomini tradizionalmente dominano la vita pubblica dell'Impero, assumendo i ruoli di guide politiche e militari, con qualche rara eccezione, come Azetbur, figlia di Gorkon, divenuta Cancelliere. Le donne, in compenso, governano gli affari della Casata e la gestione della famiglia. Vengono inoltre considerate alla pari degli uomini, eccetto in politica e in materia di eredità. La legge proibisce loro di prendere il controllo delle Casate finché non abbiano guadagnato sufficiente denaro e se non vi è un possibile successore maschio. I Klingon sono estremamente territoriali e secondo il primo linguista klingon di cui si ha traccia, non vi è un "angolo insignificante nello spazio klingon".

### Tradizione e rituali
La società klingon ha come base l'onore e la reputazione della famiglia. La tradizione è parte integrante della vita e non osservarla viene considerato un grave insulto alla società. La massima vergogna per un Klingon è l'Esclusione, un atto dell'Alto Consiglio che priva un Klingon dell'onore proprio o familiare. Quando un Klingon viene accusato di tradimento, codardia, o di comportamento scorretto verso l'Impero, può scegliere di ignorare le accuse (ed essere disonorato) o, più probabilmente, di accettare la "Sfida", un processo alla presenza dell'Alto Consiglio in cui lui o i suoi figli devono far cadere le accuse per difendere l'onore della casata, dimostrando la propria innocenza. Se la sentenza viene confermata, l'imputato perde l'onore, e tale onta ricade ricade sulla sua famiglia, per sette generazioni.
L'onore può tuttavia essere restituito alla famiglia dal Cancelliere dell'Impero, se nel tempo la famiglia si dimostra meritevole distinguendosi in combattimenti valorosi.
Le linee di sangue e sono anch'esse prese molto in considerazione, poiché una parentela è molto più che un semplice legame familiare.
L'esercito è una parte importante della società, dato che dà l'opportunità ai guerrieri di morire in battaglia, un grande onore per i Klingon. Per tale motivo, l'Impero spesso cerca di espandersi attraverso la conquista. La disciplina è fondamentale e imposta senza restrizione a ogni livello gerarchico, anche se i subordinati possono assassinare i propri superiori e prenderne il posto; ciò può avvenire solo in determinate condizioni, tra cui l'abbandono del dovere o la codardia, ed è rivolto solamente al proprio diretto superiore. Persino un membro dell'Alto Consiglio può sfidare il Cancelliere se non lo ritiene meritevole di tale carica, e in caso di vittoria può prendere il suo posto in modo legittimo.
I Klingon non si tirano mai indietro di fronte a un combattimento. Sono astuti, abili nell'arte della guerra e maestri di strategia militare, il che li rende avversari temibili sia a terra che nello spazio, sebbene essi prediligano il combattimento corpo a corpo rispetto a quello con armi tecnologiche. Anche in tempo di pace, i Klingon possono sfidarsi tra loro a duello per diversi motivi: per esempio quando sussiste un'offesa diretta o verso un membro delle rispettive famiglie, o quando uno dei due ha disonorato o ucciso la compagna dell'altro.
I duelli vengono effettuati con la Bat'leth, la "Spada dell'Onore", arma tradizionale dei Klingon.
All'interno della tradizione vi sono diversi rituali. Uno di essi è il Rito di Successione, che un futuro leader dell'Impero deve completare con un valido Arbitro di Successione che deve sorvegliare il rituale. Prima che il rito possa cominciare, vi è un'altra elaborata cerimonia necessaria per confermare la morte del precedente leader, nota come cerimonia Sonchi.
Un altro rituale importante è quello che coinvolge ogni giovane Klingon, ossia il Rito di Ascensione, che lo introduce alla vita adulta. Il primo rito di Ascensione avviene in giovanissima età: il giovane Klingon deve manifestare la propria volontà di diventare un guerriero, dimostrando di essere abile nel combattimento e di essere fedele all'Impero. Se non riesce nell'intento prima di compiere 13 anni, non potrà più diventare un vero guerriero.
Il secondo Rito di Ascensione avviene in età adulta, ed è una prova di resistenza: il guerriero deve attraversare un lungo corridoio sopportando i colpi dei "bastoni del dolore" (una specie di lancia che si incendia quando è a contatto con il corpo).
Se il casato a cui un Klingon appartiene si scioglie o cade in disgrazia, egli può essere adottato da un altro casato attraverso la cerimonia R'uustai che simbolicamente segna un'unione di parentela e fedeltà. L'alternativa, molto più cruenta, è il Mauk-to'Vor, un omicidio rituale in cui un membro anziano del casato caduto in disgrazia uccide un membro più giovane (l'omicidio è su richiesta di quest'ultimo), che in seguito alla sua morte recupererà l'onore.

### Accoppiamento e matrimonio
I Klingon sono molto passionali, soprattutto le femmine, e in genere sono loro ad attirare i maschi. Una donna klingon ricerca in genere nel compagno la prestanza fisica, assieme a fierezza, determinazione e senso dell'onore. Per mostrare interesse, la femmina emette un verso gutturale, una sorta di richiamo sessuale a cui il maschio risponde emettendo lo stesso verso con maggiore intensità.
Se l'attrazione è reciproca, maschio e femmina iniziano ad annusarsi a vicenda, specie sul palmo delle mani. Poiché l'olfatto dei Klingon è molto sviluppato, essi riescono a sentire l'odore dei feromoni della compagna anche a una certa distanza.
Il "bacio" klingon non prevede l'incontro delle labbra: nel momento di scegliere un partner, è tradizione per una donna klingon mordere il viso del maschio per assaggiare il suo sangue e decidere se possa essere un buon compagno. Anche i maschi di solito mordono il viso della donna a cui sono interessati.
Il rito di accoppiamento è di natura piuttosto violenta e ha molto in comune con il regno animale: i due partner spesso lottano fra di loro e si danno la caccia a vicenda. Dopo un combattimento, l'odore e di conseguenza l'eccitazione reciproca sono più intensi. Il rapporto finale viene consumato quando i due partner si stringono a vicenda le mani così forte da far uscire il sangue.
Dopo essersi uniti, la tradizione impone alla coppia di suggellare il loro legame tramite il Klin-gan-gik, ossia il "giuramento", equivalente al matrimonio, attraverso il quale entrambi si giurano amore e fedeltà eterna.
Alcuni Klingon hanno tuttavia avuto figli al di fuori del matrimonio, sebbene questo in genere non venga accettato dalla società poiché disonora il sacro vincolo della famiglia.

### Religione
Nonostante i Klingon non siano un popolo religioso, essi credono che in passato siano vissute delle divinità. Ritengono inoltre che i primi Klingon uccisero i loro dei, ritenuti un problema e esseri non degni di venerazione.
Secondo la loro leggenda, il primo Klingon, Kortar, insieme alla sua compagna distrusse gli dei che li avevano creati. Tale leggenda, rievocata nella cerimonia nuziale tradizionale, narra che il primo cuore Klingon creato dagli dei fosse un maschio, estremamente forte e potente, ma triste; gli dei gli chiesero il perché della sua tristezza e questi rispose che si sentiva solo. Gli dei allora crearono un altro cuore Klingon, una femmina; questo secondo cuore era ancora più forte e fiero del primo e questo ne era geloso e l'attaccò, ma il secondo cuore era dotato anche della saggezza e invitò il primo a unirsi a lui per divenire invincibili. Quando i due cuori si unirono e cominciarono a battere all'unisono crearono un frastuono tale che spaventò gli dei loro creatori, che inutilmente cercarono la fuga. I primi due Klingon uccisero gli dei e diedero fuoco al cielo. Da quel giorno, conclude la leggenda, nessuno ha più osato opporsi a due cuori Klingon che battono all'unisono.
Almeno fino al XXIII secolo, alcuni Klingon seppellivano i loro morti in sarcofagi. Tuttavia, nel XXIV secolo, molti Klingon ritengono che quando si muore, lo spirito esca dal corpo, lasciandosi dietro un involucro senza valore da smaltire. Nel rituale della morte, è tradizione per i presenti urlare verso il cielo, in modo da avvertire l'aldilà che un guerriero klingon sta arrivando. In alcuni casi, viene eseguito un canto funebre in memoria del deceduto, oppure i suoi amici si siedono accanto al suo corpo per proteggerlo dai predatori, pratica nota come ak'voh.
I Klingon credono che un guerriero morto onorevolmente finirà nello Sto-Vo-Kor, dove ad attenderli vi è Kahless stesso. Coloro che muoiono in modo non onorevole, come assassinati in un'imboscata, possono accedere al Paradiso Klingon se qualcuno gli dedica una battaglia, segno del rispetto ottenuto dai vivi.
Chi muore nel disonore invece non avrà posto nello Sto-Vo-Kor, bensì viene condotto dalla Barca dei morti, guidata da Kortar il primo Klingon, in quello che è considerato l'Inferno Klingon, il Gret'hor, dominio della bestia Fek'lhr, equivalente Klingon del Diavolo, anche se i Klingon affermano che la loro tradizione non prevede una tale figura.

### Cucina
L'alimentazione klingon si compone principalmente di carne, il più delle volte cruda e a volte viva; di norma non si usano posate.

#### Cibi
Il Gagh è uno dei più noti cibi della cucina tradizionale klingon. Si compone di un verme servito rigorosamente vivo in una salsa chiamata "ghevili". I vermi vengono nutriti con sangue animale annacquato, dal quale la pietanza prenderà una parte importante del suo sapore. Prima di essere mangiati, i vermi vengono messi in una scodella piena della salsa sopra citata e di un'erba aromatica che divorano essi stessi prima di morire intossicati dalla pianta. È molto importante mangiarli prima che muoiano. Se non si riesce a mangiarli vivi allora possono essere stufati e mangiati in un secondo tempo. Ne esistono diverse qualità: il Torgud gagh (che si dimena), il Filden gagh (che si contorce), il Meshta gagh (che salta), il Bithool gagh (che ha le zampe), il Wistan gagh (che è servito nel sangue di targh), il Racht (i vermi sono molto più grandi del normale).
Altre pietanze tipiche:
- Zampa di Pipius: zampa animale servita generalmente cruda.
- Gladst: varietà di alghe simili a quelle terrestri.
- Cuore di targh: cuore dell'animale servito crudo. Il targh è essenzialmente un cinghiale ma con il pelo più lungo e spesso; i denti canini dell'animale sono più lunghi e ricurvi. Nel complesso il targh appare come un grosso cinghiale di color grigio.
- Torta di sangue di rokeg: torta di sangue e carne del rokeg.
- Polmone di bregit: piatto "cucinato" con i polmoni dell'animale crudi solitamente accompagnati da Salsa Grapok (di color arancio).
- Zilm'kach: frutto di Qo'nos simile ai datteri terrestri.
- Pelle di Fuoco: i ritagli della pelle degli animali macellati vengono immersi nel  Vino di Fuoco e poi passati alla fiamma. Preferibilmente mangiati bollenti e velocemente.

#### Bevande
- Vino di sangue: molto alcolico, servito caldo. È ottenuto da vermi autoctoni del pianeta Q'onoS, allevati in fattorie simili a vigneti.[140]
- Warnog: birra klingon, molto alcolica
- Vino di Fuoco: anch' esso molto alcolico ma servito a temperatura ambiente.
- Chech'tluth: bevanda assai alcolica.
- Raktajino: caffè klingon, più forte di quello terrestre, servito bollente o ghiacciato.
- Tè Klingon: altamente tossico per gli umani, usato raramente in riti tradizionali (paragonabile al rito del tè verde), può procurare malessere e allucinazione anche per i klingon.

## Lingua klingon

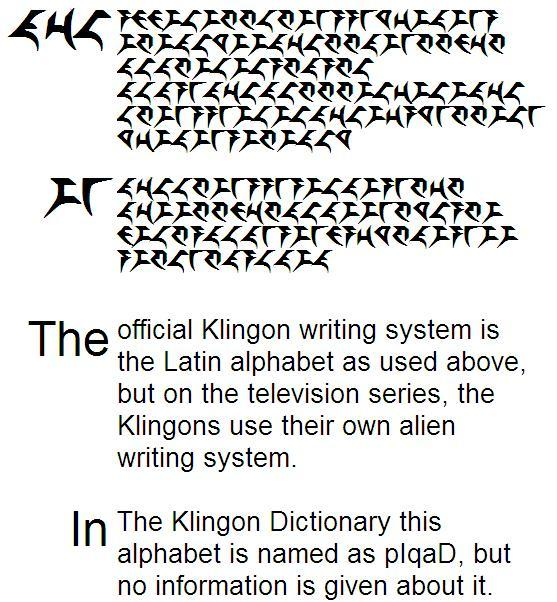
Un esempio di alfabeto klingon

La lingua klingon (tlhIngan Hol) è una lingua artistica ideata da Marc Okrand per i film di Star Trek, dopo la serie classica, e utilizzata in seguito in tutte le serie televisive in cui appaiono i Klingon.
Il linguaggio klingon contiene ottanta dialetti gutturali costruiti su una sintassi adattiva. Il primo essere umano a diventare fluente nella lingua klingon fu Hoshi Sato, che la imparò da un database linguistico vulcaniano. Il linguaggio klingon non è immutabile ma in costante cambiamento per andare incontro alle necessità e alle aspirazioni del popolo. Per esempio, nel XXIV secolo, la parola "conciliatore" appare per la prima volta nella lingua klingon dopo una negoziazione tra l'Impero e la Federazione.

## Navi stellari
La Marina Imperiale Klingon insieme alla Flotta Astrale e alla Flotta Imperiale Romulana è una delle più potenti flotte del quadrante Alfa. Conta su innumerevoli navi da battaglia di varie dimensioni.
Caratteristica comune delle navi stellari della Marina Imperiale Klingon del XXIV secolo è il dispositivo di occultamento, un sistema non in possesso della Federazione che permette di camuffare tutte le emissioni della nave e di deviare tutte le particelle anche energetiche, nascondendo la nave alla vista e alla rilevazione dei sensori. Durante l'occultamento non vi è possibilità di usare le armi, sia i disgregatori che i siluri fotonici.
Nella storia canonica dell'Impero Klingon solo un Sparviero sperimentale è stato dotato della capacità di fare fuoco con i siluri mentre è in fase di occultamento, quello comandato dal generale Chang.

## Klingon celebri
I più famosi personaggi Klingon apparsi nelle serie sono:
- Alexander Roženko, interpretato da Jon Steuer, Brian Bonsall, James Sloyan e Marc Worden.
Figlio di Worf e K'Ehleyr, per tre quarti klingon e un quarto umano, ha sempre vissuto con la madre; dopo la morte di lei viene affidato al padre, sulla Enterprise, ma dopo qualche anno lo stesso Worf decide di affidarlo ai propri genitori adottivi sulla Terra. Durante la guerra del Dominio si arruola nella Marina Imperiale Klingon a bordo di un incrociatore.
- B'Elanna Torres, interpretata da Roxann Dawson e doppiata in italiano da Alessandra Cassioli.
Metà umana e metà klingon, ingegnere capo della USS Voyager nella serie Star Trek: Voyager.
- B'Etor Duras, interpretata da Gwynyth Walsh, doppiata in italiano da Tiziana Avarista.
Klingon, sorella di Lursa, è un'acerrima nemica di Jean-Luc Picard.
- Chang interpretato da Christopher Plummer e doppiato in italiano da Pino Colizzi.
Generale dell'Impero Klingon, antagonista principale del sesto film.
- Duras, interpretato da Patrick Massett e doppiato in italiano da Sandro Iovino.
Capofamiglia del Casato di Duras, fratello di Lursa e B'Etor, padre di Toral. Viene ucciso da Worf per vendicare la morte di K'Ehleyr.
- Gorkon, interpretato da David Warner e doppiato in italiano da Giuseppe Rinaldi.
Cancelliere dell'Impero Klingon, contemporaneo del capitano James T. Kirk, fautore dei rapporti di pace tra Impero Klingon e Federazione, ucciso durante un complotto nel sesto film.
- Gowron interpretato da Robert O'Reilly e doppiato in italiano da Gianfranco Bellini[142] Dario Penne[143] e Ambrogio Colombo[144]
Cancelliere dell'Impero ucciso in duello da Worf.
- K'Ehleyr, interpretata da Suzie Plakson e doppiata in italiano da Stefanella Marrama.
Metà klingon e metà umana, compagna di Worf, con il quale ha avuto un figlio; ambasciatrice della Federazione nell'Impero Klingon, uccisa da Duras.
- K'mpec, interpretato da Charles Cooper, doppiato da Sandro Sardone e da Renato Mori.
Cancelliere dell'Alto Consiglio Klingon nella terza e quarta stagione della serie televisiva Star Trek: The Next Generation.
- Kahless, interpretato da Kevin Conway e doppiato in italiano da Sergio Graziani.
Personaggio leggendario della mitologia klingon. Uccisore del tiranno Molor e primo Imperatore.
- Koord, interpretato da Charles Coope, doppiato in italiano da Nino Prester.
Generale klingon e ambasciatore parte della delegazione in visita al "pianeta della pace galattica" Nimbus III, che appare nel film Star Trek V - L'ultima frontiera.
- Kor, interpretato da John Colicos e doppiato in italiano da Franco Odoardi (nella Serie Classica); interpretato sempre da John Colicos e doppiato in italiano da Diego Reggente in Star Trek: Deep Space Nine.
Capitano dei primi klingon apparsi nelle serie; appare nella serie originale e in quella animata come un Klingon senza cresta ossea frontale. Appare nella serie Star Trek: Deep Space Nine come un Klingon normale con cresta ossea e muscolatura imponente, ma invecchiato avendo più di cento anni.
- Kruge, interpretato da Christopher Lloyd e doppiato in italiano da Sergio Fiorentini.
Ufficiale comandante dell'Impero Klingon, antagonista principale del terzo film, Star Trek III - Alla ricerca di Spock.
- Kurn, interpretato da Tony Todd, doppiato in italiano da Dario Penne.
Fratello di Worf e comandante delle Forze di Difesa Klingon nonché membro dell'Alto consiglio, fino alla rottura delle relazioni tra l'impero Klingon e la Federazione avvenuto dopo l'invasione Klingon dello spazio Cardassiano.
- Lursa Duras, interpretata da Barbara March, doppiata in italiano da Stefanella Marrama.
Sorella di B'Etor, è una Klingon acerrima nemica di Jean-Luc Picard.
Dopo la morte di Duras, le due sorelle divennero le capofamiglia del Casato di Duras, acerrime nemiche del Casato di Mogh e contro l'alleanza con la Federazione. Uccise in battaglia durante uno scontro con l'Enterprise.
- Martok, interpretato di J.G. Hertzler doppiato in italiano da Renato Cortesi e Diego Sabre.
Comandante in capo della Marina Imperiale, succede a Gowron nella carica di Cancelliere; amico fraterno di Worf.
- Worf, interpretato da Michael Dorn e doppiato in italiano da Claudio Fattoretto,[145] Paolo Marchese[146] e Massimo Pizzirani.[147]
Primo klingon a entrare nella Flotta Stellare, imbarcato sulla nave stellare USS Enterprise-D nella serie Star Trek: The Next Generation; anche personaggio della serie Star Trek: Deep Space Nine.

## Cultura di massa
Dopo la loro prima apparizione, con gli anni, i Klingon assunsero sempre più popolarità tra il pubblico, nonostante nella serie originale siano comparsi solo otto volte. Negli anni successivi all'andata in onda della serie originale, una parte dei fan era così appassionata dei Klingon, che un esteso universo di storie sui Klingon iniziò a formarsi, anche in assenza di serie televisive o film. La risposta dei fan alla notizia che i Klingon non sarebbero stati inclusi in The Next Generation determinò un cambiamento di rotta da parte dei produttori e, in seguito, il pubblico fu ancora più attratto dai Klingon nel vederli come alleati della Federazione che come nemici, soprattutto grazie ai personaggi come Worf.
Nonostante i cambiamenti nell'aspetto fisico, per la fine del Novecento persino molti di coloro che non erano fan di Star Trek avevano sentito parlare dei Klingon, grazie anche all'avvento di internet, e in un sondaggio della rivista Star Trek Magazine nel 2002 i votanti hanno decretato i Klingon come la loro seconda specie aliena preferita, dopo i Borg. Nel 2007, parlando al Congresso degli Stati Uniti e riferendosi alla guerra in Iraq, il deputato David Wu paragonò lo staff del presidente Bush a dei Klingon, che però non avevano mai combattuto in prima persona, mentre, riguardo a questa affermazione, Judith Barad, professore di filosofia alla Indiana State University, affermò che lo staff di Bush somigliava più ai Cardassiani, a cui non importa nulla dell'onore né sono leali e solidali fra loro. Per il 2010, i Klingon divennero la razza più popolare del franchise di Star Trek, superando persino i Vulcaniani.